# Freieslebenita

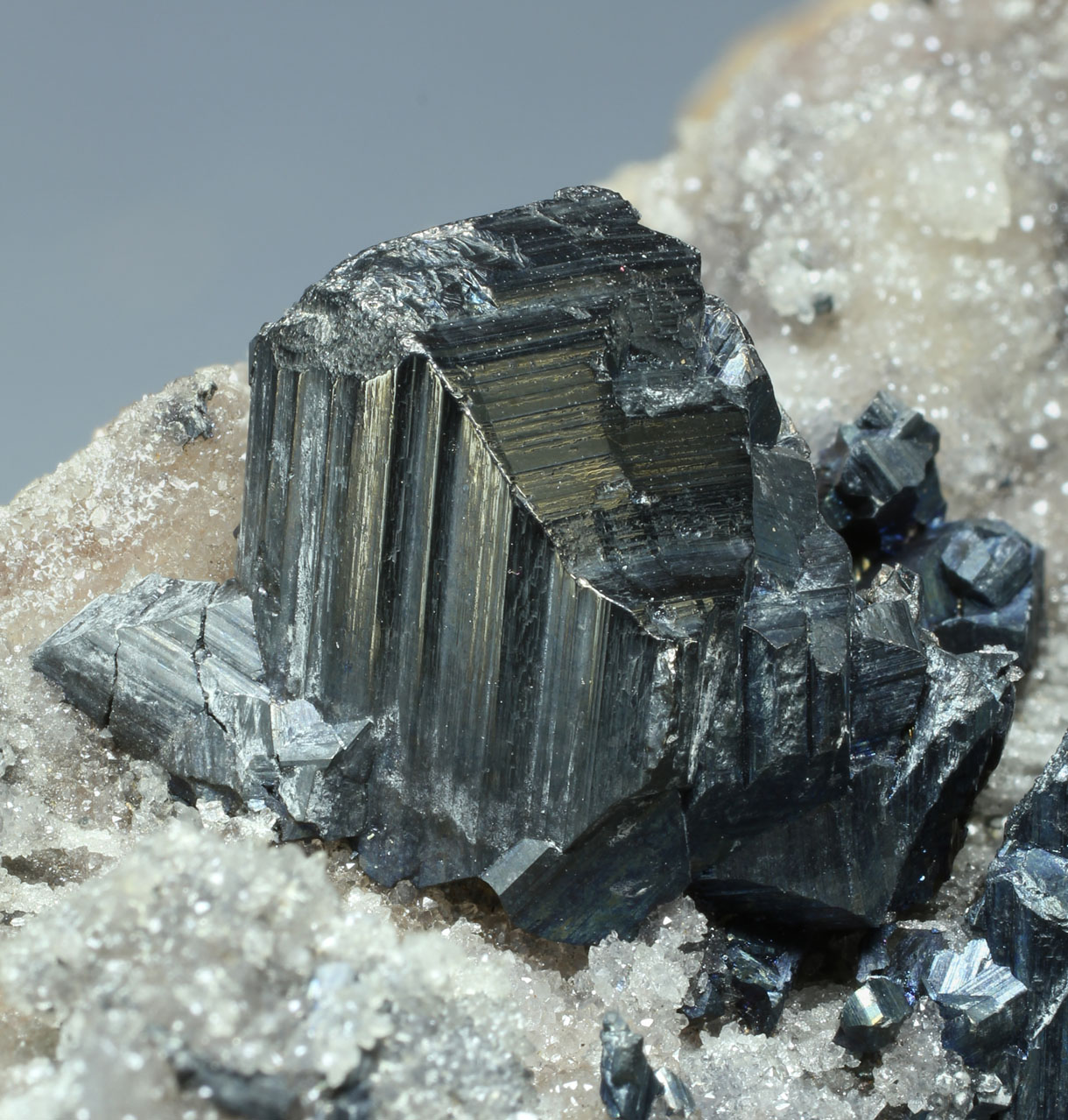
Cristal de freislebenita, 1,5 cm. Minas de Hiendelaencina (Guadalajara), España. Col. Escuela de Ingenieros de Minas de Madrid. Foto J. Callén.

La freieslebenita es una sulfosal de plata, de fórmula {\displaystyle {\ce {AgPbSbS3}}}.  

## Características
Es de color gris acero, opaca y con brillo metálico, blanda, de dureza 2 1/2 en la escala de Mohs. Cristaliza en el sistema monoclínico, clase prismática 2/m. Habitualmente sus cristales, que pueden alcanzar un tamaño de 2 centímetros, presentan estrías longitudinales. Su nombre deriva del de Johan Carl Freisleben, Comisionado de Minas de Sajonia.
Es muy semejante en composición y aspecto a la diaforita, con la que se ha confundido con frecuencia en alguno de sus yacimientos. Antiguamente, recibía el nombre de "plata estriada" por el aspecto de los cristales, y el de "plata agria" (compartido con la stephanita) por la facilidad para romperse. 
Se descubrió en la mina Himmelsfürst, en el distrito de Freiberg en Sajonia, Alemania. En la década de 1840, se encontró también en las minas La Verdad y Suerte, en Hiendelaencina en Guadalajara. En esta localidad está asociada a pirargirita, siderita, cuarzo y baritina. Se encuentra también diaforita. Algunos ejemplares de esta procedencia están entre los mejores encontrados en el mundo, especialmente varios de los conservados en el Museo Histórico-Minero Don Felipe de Borbón y Grecia de la Escuela Superior de Ingenieros de Minas de Madrid.